# 95 (число)
95 (девяносто пять) — натуральное число, расположенное между числами 94 и 96.

## В математике
- 95 является нечётным двузначным числом.
- Сумма цифр числа 95 — 14.
- Произведение цифр этого числа — 45.
- Квадрат этого числа — 9025.
- 95 является полупростым числом[1].
- Число 95 является 11-угольным и шестиугольным пирамидальным числом[2].
- 95 является числом Сабита[3].
- 95 -  недостаточное число
- 95 -  злое число

## В науке
- Атомный номер америция
- А95 — Жёлтая лихорадка. (см. МКБ-10).

## В религии
- 95 сура Корана — «Смоковница».
- 95 глава Библии — 5 глава книги Левит (Ваикра).
- в чётках, используемых в бахаи, 95 зёрен.

## В других областях
- 95 день в году — 5 апреля (в високосный год — 4 апреля)
- 95 департамент Франции — Валь-д’Уаз.
- 95 — Код ГИБДД-ГАИ Чеченской республики.
- 95 тезисов — Мартина Лютера.
- Т-95 (Объект 195, ОКР «Совершенствование-88») — перспективный российский танк четвёртого поколения, разрабатываемый в конструкторском бюро УКБТМ (Нижний Тагил).
- T95 — серия опытных танков США, проходивших испытания в конце 1950-х, начале 1960-х годов.
- 95 - номер гоночного автомобиля Молнии МакКуина в мультфильме студии PIXAR "Тачки"